# Fundación Favaloro
La Fundación Favaloro para la Investigación y la Docencia Médica es una ONG argentina dedicada a la asistencia médica, la docencia y la investigación. Fue fundada en 1975 por René Favaloro y por el eminente cardiólogo Luis de la Fuente (quien la bautizó de esa manera) de acuerdo con los principios de la Cleveland Clinic de Estados Unidos, país donde trabajaron durante varios años. Las actividades se desarrollan a través de dos instituciones, la Universidad Favaloro y el Instituto de Cardiología y Cirugía Cardiovascular. Durante varios años Favaloro financió con sus propios recursos la mayor parte de los gastos.

## Historia
Mientras se encontraba investigando en los Estados Unidos, Favaloro decidió crear en Buenos Aires un Departamento de Cirugía Torácica y Cardiovascular que se dedique a la asistencia médica, a la docencia y a la investigación. Regresó a la Argentina en 1971, traído al país por su amigo el eminente cardiólogo Luis De la Fuente, tras presentar su renuncia en la Cleveland Clinic. La institución fue finalmente fundada en 1975 por Favaloro, De la Fuente, y otros colaboradores, y en su desarrollo influiría la Sociedad de Distribuidores de Diarios, Revistas y Afines, en especial el dirigente Ángel Peco, cuyo hermano era paciente del doctor De la Fuente y fue este cardiólogo intervencionista De la Fuente, el más destacado de Argentina, quien convence a Favaloro y propone el apellido Favaloro para que dicha Fundación llevara ese apellido.
La entidad comienza a funcionar dentro de las instalaciones del Sanatorio Güemes de la Capital Federal, Argentina de 1975 a 1991.

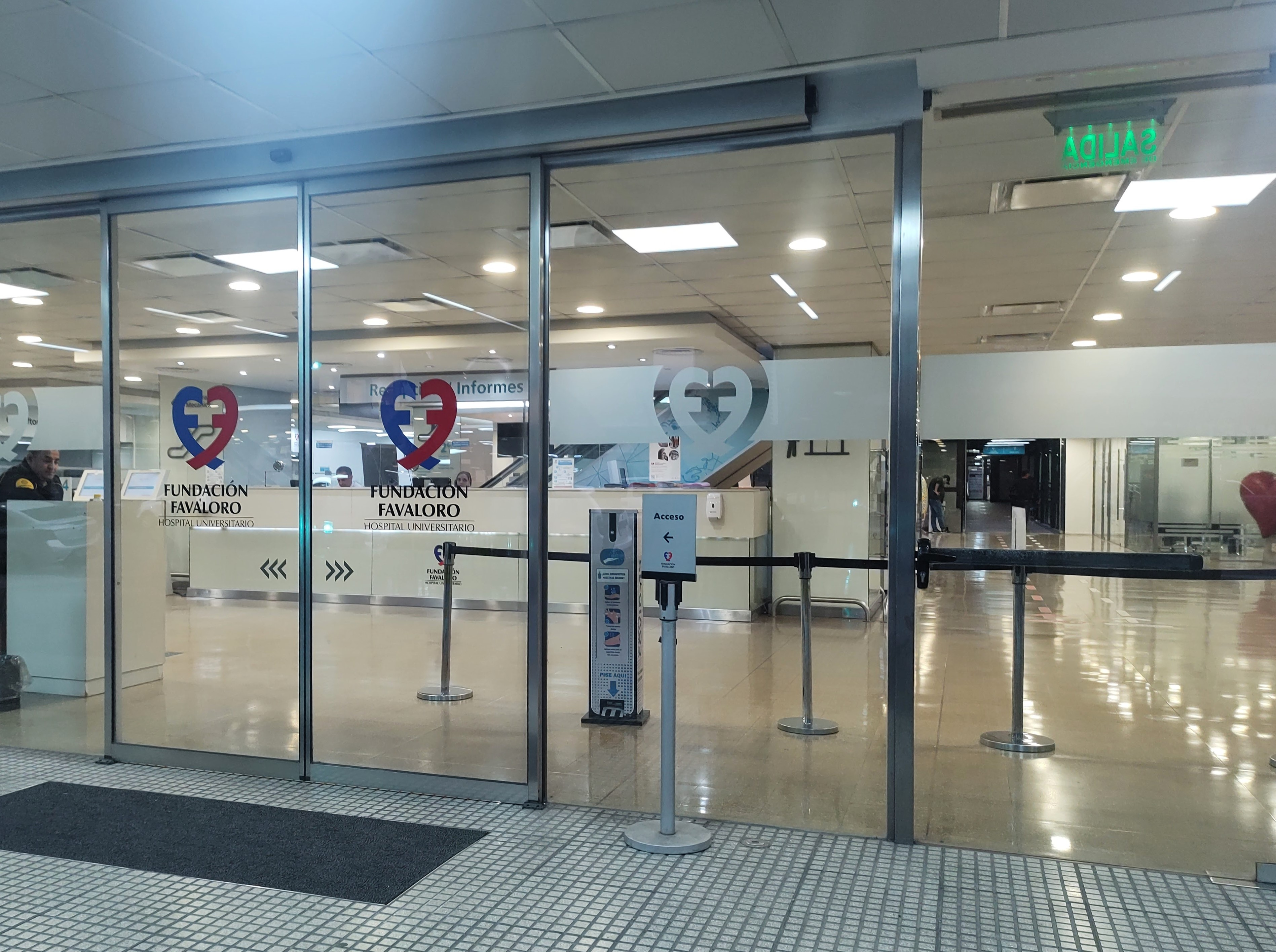
Entrada a la Fundación Favaloro.

En 1980 fue creado el Departamento de Docencia e Investigación de la Fundación Favaloro. Ese mismo año, con colaboración del Departamento de Órganos Artificiales de la Universidad de Utah, se implantó el primer corazón artificial en un ternero. La colaboración entre la Fundación y la Universidad de Utah continuaría: entre 1980 y 1982 se realizaron 16 trasplantes y Peter Willshaw, investigador de Fundación, desarrolló junto a investigadores de la universidad un dispositivo llamado COMDU (Cardiac Output Monitoring and Diagnostic Unit) que mejoraba las mediciones de flujo de los corazones artificiales. El proyecto debió cancelarse en 1982 debido a problemas presupuestarios, pero el sector de investigaciones, que pasó a llamarse División de Investigación Básica, continuó trabajando en diferentes problemáticas coronarias. Con el correr de los años, el Departamento de Docencia e investigación cambió su nombre por Instituto Universitario de Ciencias Biomédicas, y la División de Investigación Básica por Instituto de Investigación en Ciencias Básicas. En 1988 la fundación recibió un Diploma al Mérito Konex por su trayectoria y aporte a la comunidad. En la actualidad las actividades de investigación y docencia son realizadas casi por completo en el ámbito de la Universidad Favaloro.
El 2 de junio de 1992 fue inaugurado el Instituto de Cardiología y Cirugía Cardiovascular, donde se concentró la actividad asistencial, y el 20 de ese mes se realizó la primera cirugía de la institución. A finales del siglo XX, la Fundación se vio inmersa en importantes deudas, agravadas debido a que el PAMI no cancelaba la millonaria deuda que tenía con la institución.En ese momento, el interventor del PAMI Horacio Rodríguez Larreta, se negó a cancelar la deuda millonaria que la entidad mantenía con la Fundación. Por este motivo, el 29 de julio de 2000 René Favaloro decide quitarse la vida de un disparo al corazón. Sin embargo, la Fundación consiguió superar la crisis y continuó con el legado de Favaloro.